# Čukun-ŭi tchäjang
Čukun-ŭi tchäjang (v korejském originále 주군의 태양, Jugun-ui Taeyang; anglický název: Master's Sun) je jihokorejský 17dílný televizní seriál z roku 2013, v němž hrají So Či-sup a Kong Hjo-džin. Vysílal se na stanici SBS od 7. srpna do 3. října 2013 každou středu a čtvrtek ve 21.55.

## Obsazení
| So Či-sup     | Tä Kong-sil |
| Kong Hjo-džin | Ču Čung-won |